# ホ402
ホ402/ホ四〇二は、大日本帝国陸軍の航空機関砲。

## 概要
開発は陸軍航空工廠。口径57mmの大口径大威力砲であり、襲撃機（攻撃機）に搭載し重戦車を撃破することを構想して作られ、長砲身、高初速であった。胴体軸線上の機首に装備し、射撃時の反動は約1.5tである。携行弾数は20発。
新鋭襲撃機であるキ93に搭載予定であった。

## 搭載機
- キ93